# Герб Ештремоша
Ге́рб Ештремоша — офіційний символ міста Ештремош, Португалія. Використовується як територіальний герб. У червоному щиті зелений люпин із золотими бобами, обабіч якого два срібні квадратні баки. Вони стоять на землі натурального кольору. Над баками два золоті замки із трьома вежами, чорними вікнами і брамами. У главі щита розташований герб Португалії часів Афонсу IV. По обидва боки від нього срібний повний місяць праворуч, золоте сонце ліворуч і дві золоті восьмикутні зірки. Щит увінчує срібна мурована міська корона з п'ятьма вежами.  Під щитом біла стрічка, на якій великими літерами напис португальською: «Estremoz» (Ештремош).  Офіційно затверджений 5 березня 1951 року.  

## Галерея

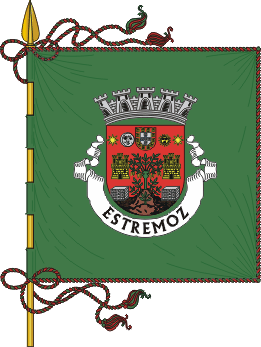
Прапор